# Вахруші (присілок)
Вахруші́ (рос. Вахруши) — присілок у складі Слободського району Кіровської області, Росія. Входить до складу Ленінського сільського поселення.
Населення становить 194 особи (2010, 198 у 2002).
Національний склад станом на 2002 рік — росіяни 96 %.